# Jacqueline Marchand
Jacqueline Marchand,, née le 16 février 1910 à Paris, morte dans la même ville le 30 décembre 1985, est une enseignante de lettres 
et une personnalité marquante de la défense de l'enseignement laïque et de la diffusion de la pensée rationaliste en France.

## Biographie
Jacqueline Marchand est agrégée de lettres à 22 ans et nommée professeur la même année au lycée Jeanne-d'Arc d'Orléans. Au sein de l’enseignement, elle se lance aussitôt dans l’action syndicale et antifasciste dont elle fut une militante active durant toute sa vie.
Relevée de ses fonctions en 1942 au lycée Fénelon de Paris pour son comportement protestataire sous le régime de Vichy, elle ne fut réintégrée dans son poste de professeur de lettres au lycée Fénelon qu’en octobre 1944 après la libération de Paris, poste qu'elle occupa jusqu'à sa retraite en 1970.
Engagée passionnément dans la défense de l’école laïque et la diffusion du rationalisme, elle devient après la guerre adhérente de l’Union rationaliste, participant notamment à la vie du secrétariat et à la représentation publique de l'association.
Proche collaboratrice de Prosper Alfaric (1876-1955), devenu président durant quelques mois en 1955, elle en a rédigé en 1956 une biographie-hommage appuyée de nombreuses références documentaires.
Outre sa participation à la revue Les Cahiers rationalistes, elle a publié de nombreux articles dans la revue Raison présente, proche de l’Union rationaliste. Elle a également publié plusieurs études consacrées à Charles Péguy, que son père Ludovic Marchand (1870-1933), et son grand-père Paul Bondois (1850-1921), avaient connu et fréquenté. Elle est inhumée au cimetière de Saint-Aubin-des-Bois, village dont son père, Ludovic Marchand, était originaire.
Une biographie détaillée de Jacqueline Marchand est disponible sur le site "Le Maitron", dictionnaire biographique du mouvement ouvrier et social. 
Un hommage posthume lui a été rendu dans le numéro 78 (1986) de Raison présente par Victor Leduc (1911-1993), fondateur de la revue et ancien dirigeant communiste exclu du Parti pour raisons idéologiques.

## Témoignage
On peut voir Jacqueline Marchand durant quelques secondes et l'entendre durant deux minutes dans l'introduction d'une tribune libre de l'Union rationaliste diffusée sur FR3 le 19 juin 1979, publiée par l'INA  (Lire en ligne).
Cette tribune, qui faisait intervenir Albert Jacquard, généticien, et Gabriel Gohau, secrétaire de l'Union rationaliste, avait pour thème la dénonciation du racisme et de ses conséquences.

## Œuvres
- 1956: Prosper Alfaric, biographie et hommage, en introduction de l'ouvrage posthume À l’école de la raison de Prosper Alfaric (Publications de l’Union rationaliste)
- De 1966 à 1986: publication de 73 articles dans les numéros 1 à 77 de Raison Présente.
- 1966: Légendes juives et chrétiennes, préface de Vercors (Éditions du Centre d’action laïque), réédité en 1973, et 1991.
- 1972: Les Romanciers libertins du XVIIIe siècle (Éditions rationalistes)
- Février 1979: Le Drame des sectes (Les Cahiers Rationalistes N°348)
- Juillet 1983: Jules Vallès (Les Cahiers Rationalistes N°388)
- 1987 (publication posthume): contribution à l’édition des œuvres complètes de Voltaire par la Voltaire Foundation d’Oxford.